# Varennes-sur-Allier
Varennes-sur-Allier és un municipi francès situat al departament de l'Alier i la regió d'Alvèrnia-Roine-Alps. El 2021 tenia 3.609 habitants.